# アジアバドミントン連盟
アジアバドミントン連盟（アジアバドミントンれんめい、Badminton Asia Confederation、BAC）は、アジアのバドミントンを統括する国際組織。世界バドミントン連盟（BWF）傘下の5大陸の競技連盟の1つである。1959年に設立され、本部をマレーシアのクアラルンプールにおいている。連盟の目的は、アジアのバドミントン競技を世界水準で長期に渡って維持することである。2013年現在、アジア各国の41競技団体が加盟している。
2006年7月16日に開かれた年次総会において、連盟の名称をAsian Badminton ConfederationからBadminton Asia Confederationに変更することを決定した。

## 加盟国・地域
- アフガニスタン
- イラク
- イラン
- インド
- インドネシア
- ウズベキスタン
- カザフスタン
- カタール
- 韓国
- カンボジア
- 北朝鮮
- キルギス
- クウェート
- シリア
- シンガポール
- スリランカ
- タイ
- タジキスタン
- チャイニーズタイペイ
- 中国
- トルクメニスタン
- 日本
- ネパール
- バーレーン
- パキスタン
- パレスチナ
- バングラデシュ
- 東ティモール
- フィリピン
- ブータン
- ブルネイ
- ベトナム
- 香港
- マカオ
- マレーシア
- ミャンマー
- モルディブ
- モンゴル
- ヨルダン
- ラオス
- レバノン

## 開催試合
- アジアバドミントン選手権大会
- アジアユースU19バドミントン選手権大会
- アジアユースU16バドミントン選手権大会